# Projeto de túnel entre Europa e África

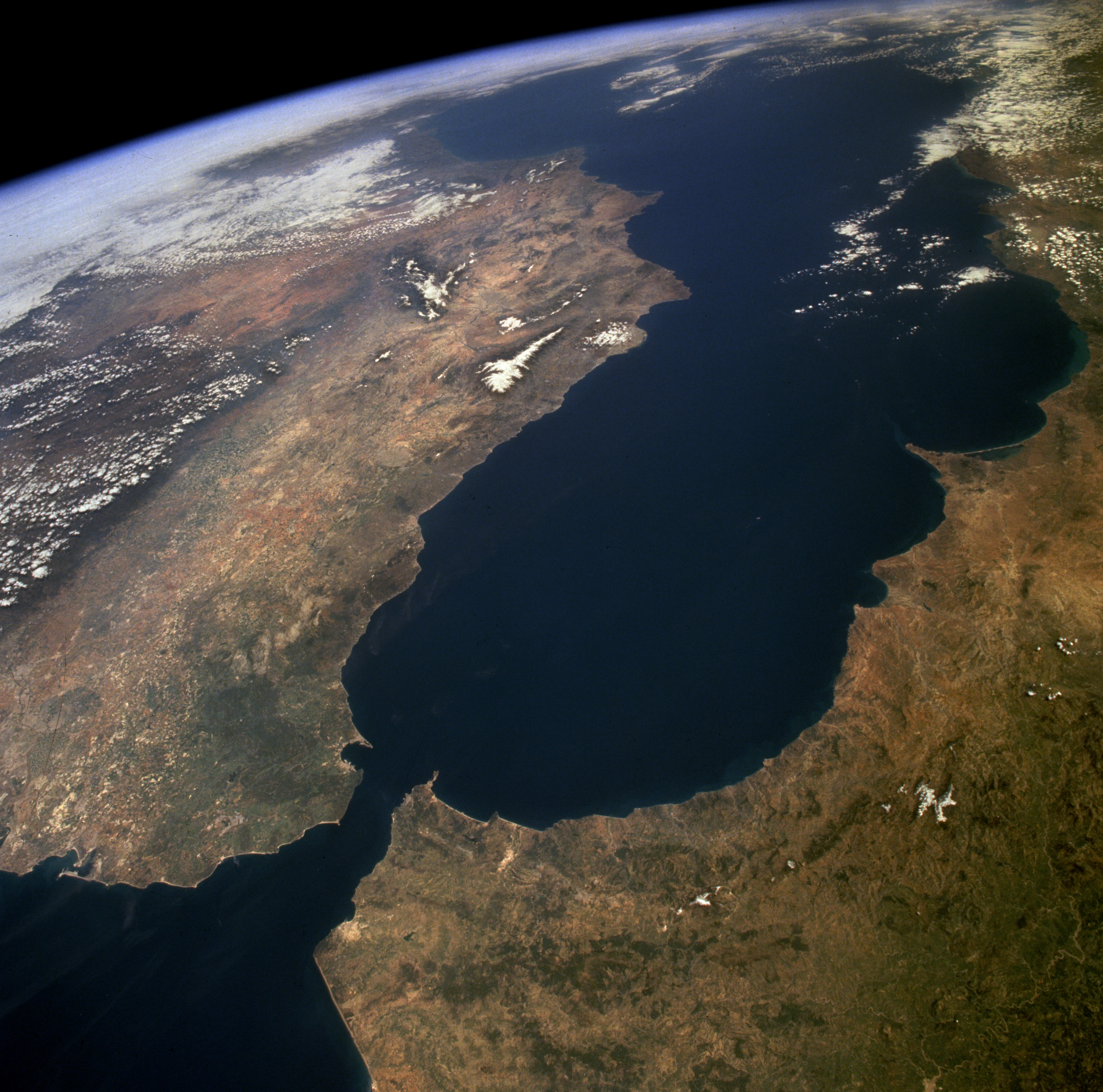
trecho no qual se pretende construir um túnel ligando a Europa à África.

O Projeto de túnel entre Europa e África é um projeto hipotético que prevê a construção de um túnel que ligaria a Europa à África. A ideia consiste numa ferrovia passando por baixo do Estreito de Gibraltar, passando por um trecho onde a profundidade é de cerca de 300 metros; cinco ou seis vezes maior que o túnel que Eurotúnel. Estimativas calculam que o projeto custe 32 bilhões de euros.